# Ліманова
Ліманова (пол. Limanowa) — місто у Галичині, тепер в південній Польщі, у західних Бескидах. Адміністративний центр Лімановського повіту Малопольського воєводства.

## Географія
У місті річка Совліна впадає у річку Лососіну.

### Клімат
| Клімат Ліманови         | Клімат Ліманови | Клімат Ліманови | Клімат Ліманови | Клімат Ліманови | Клімат Ліманови | Клімат Ліманови | Клімат Ліманови | Клімат Ліманови | Клімат Ліманови | Клімат Ліманови | Клімат Ліманови | Клімат Ліманови | Клімат Ліманови |
| Показник                | Січ.            | Лют.            | Бер.            | Квіт.           | Трав.           | Черв.           | Лип.            | Серп.           | Вер.            | Жовт.           | Лист.           | Груд.           | Рік             |
| Середній максимум, °C   | −0,7            | 2,0             | 7,1             | 12,7            | 18,4            | 21,2            | 22,8            | 22,9            | 18,2            | 12,8            | 4,9             | 0,3             | 11,9            |
| Середня температура, °C | −4,3            | −2,5            | 1,8             | 7,0             | 12,1            | 15,0            | 16,5            | 15,8            | 12,0            | 7,3             | 1,5             | −2,7            | 6,6             |
| Середній мінімум, °C    | −8,1            | −6,7            | −2,9            | 1,6             | 6,0             | 9,2             | 10,7            | 10,1            | 7,0             | 2,9             | −1,7            | −6,1            | 1,8             |
| Днів з опадами          | 7               | 6               | 7               | 9               | 11              | 12              | 11              | 9               | 8               | 7               | 8               | 8               | 103             |
| ----------------------- | --------------- | --------------- | --------------- | --------------- | --------------- | --------------- | --------------- | --------------- | --------------- | --------------- | --------------- | --------------- | --------------- |
| Джерело: www.yr.no      |                 |                 |                 |                 |                 |                 |                 |                 |                 |                 |                 |                 |                 |

## Демографія
Демографічна структура станом на 31 березня 2011 року:
|          | Загалом | Допрацездатний вік | Працездатний вік | Постпрацездатний вік |
| -------- | ------- | ------------------ | ---------------- | -------------------- |
| Чоловіки | 7420    | 1687               | 5036             | 697                  |
| Жінки    | 7726    | 1532               | 4644             | 1550                 |
| Разом    | 15146   | 3219               | 9680             | 2247                 |

## Світлини

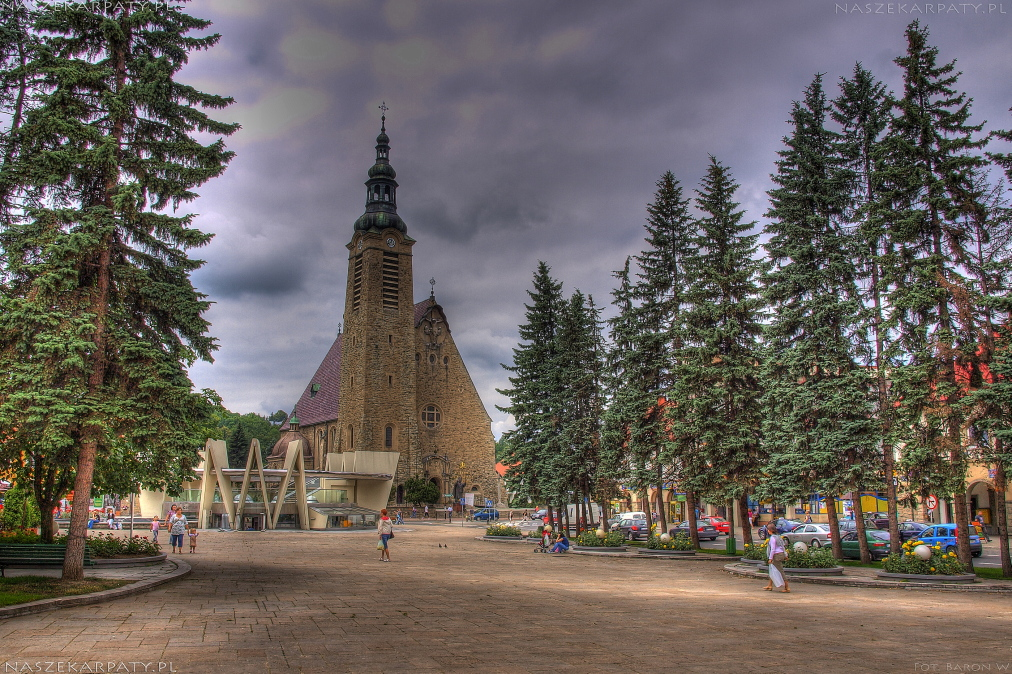
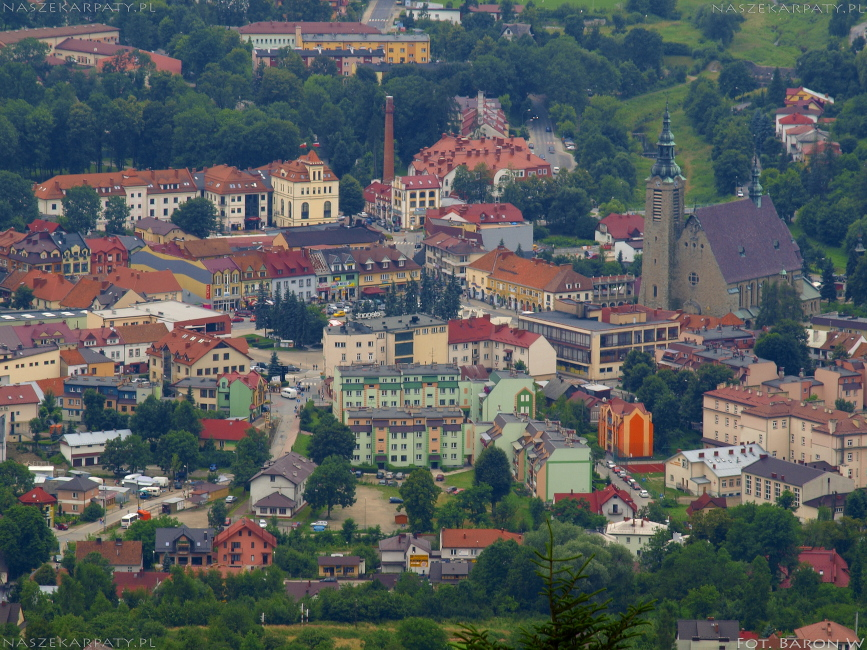
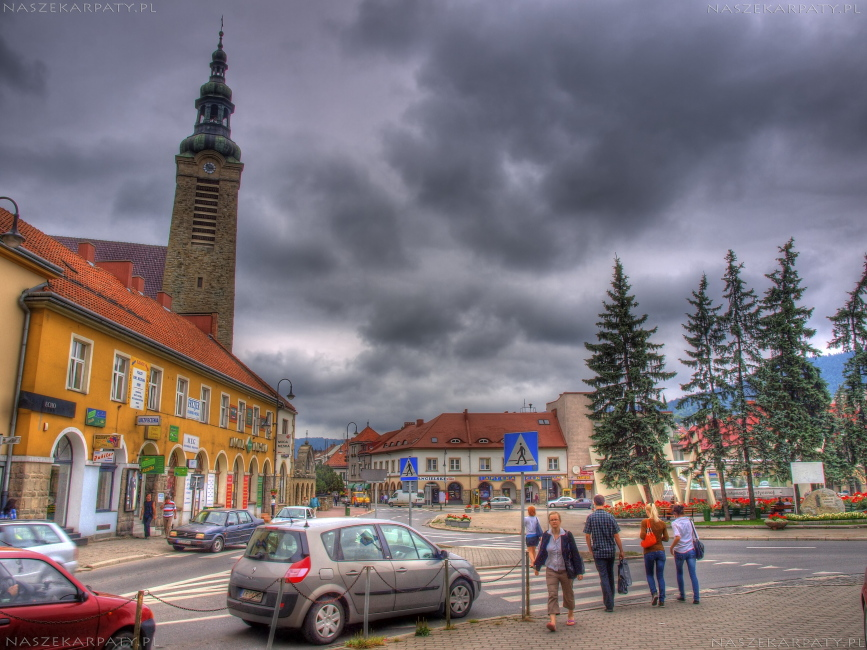
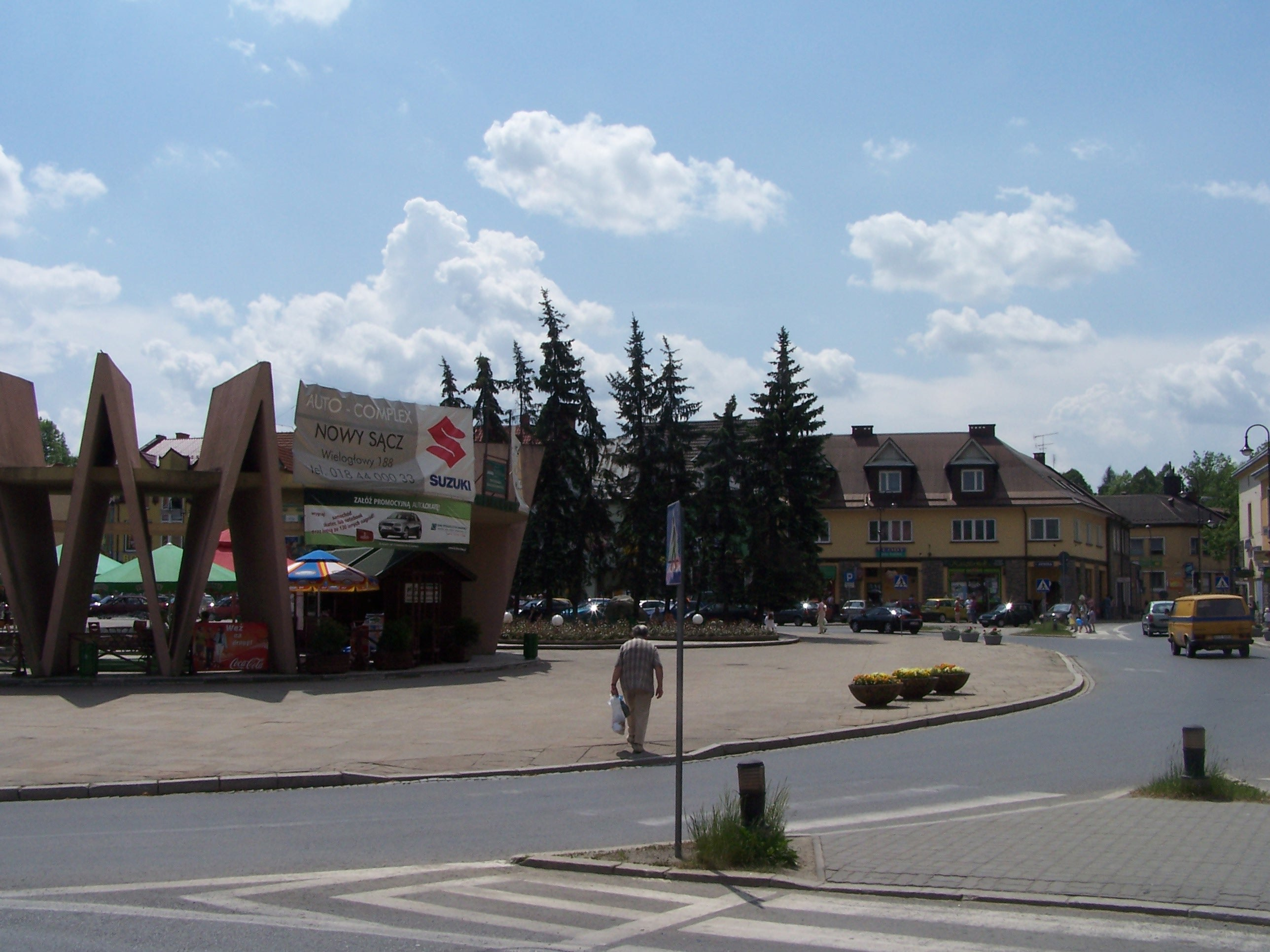
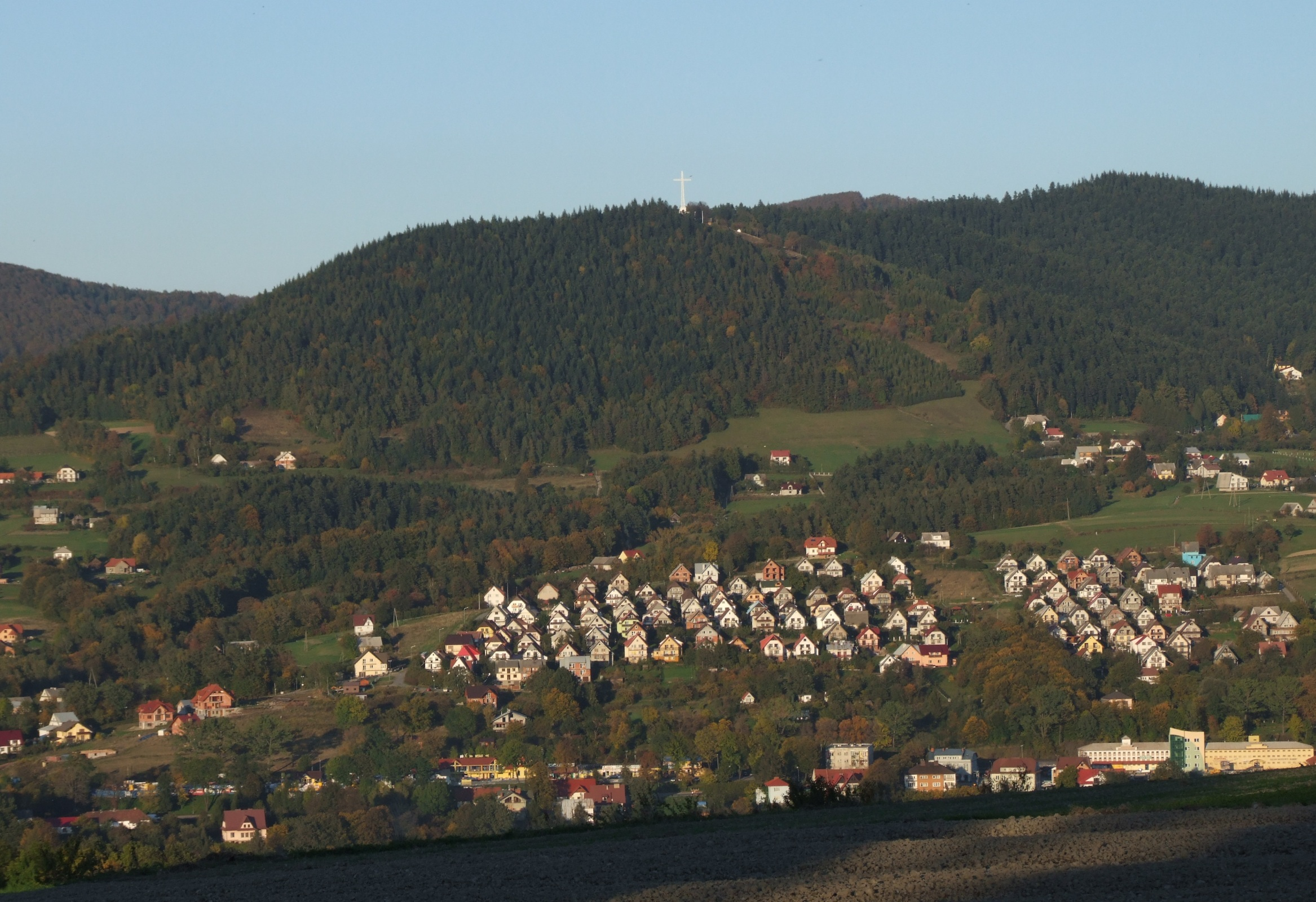

## Народилися
- Зигмунт Берлінг (1896—1980) — польський воєначальник
- Посацький Степан Львович (9 січня 1911 — 20 червня 1985) — український науковець у галузі опору матеріалів, педагог, автор першого підручника з опору матеріалів, написаного українською мовою.